# Wolfenstein II: The New Colossus
Wolfenstein II: The New Colossus es un videojuego de acción y disparos en primera persona desarrollado por MachineGames y publicado por Bethesda Softworks. El juego es la octava entrega principal de la serie Wolfenstein y la secuela de Wolfenstein: The New Order de 2014. Fue lanzado el 27 de octubre de 2017 para las plataformas PlayStation 4, Xbox One y Microsoft Windows. Una versión para Nintendo Switch tuvo su lanzamiento el 29 de junio de 2018.

## Sinopsis
Estados Unidos, 1961. El asesinato del general nazi Calavera fue una victoria breve. Los nazis siguen dominando el mundo. Eres BJ Blazkowicz, alias «Terror Billy», miembro de la resistencia, azote del imperio nazi y última esperanza de la humanidad. Solo tú tienes las armas y la iniciativa necesarias para volver a los EE. UU., matar a todo nazi que veas e iniciar la Segunda Revolución estadounidense.

### Resumen de la trama
Tras matar exitosamente a Wilhem Strasse alías Calavera (científico al servicio de los nazis), William Joseph «B.J.» Blazkowicz resultó gravemente herido a consecuencia de recibir de lleno la detonación de la granada que Strasse usó para inmolarse. El círculo de Kreisau tiene éxito no solo en destruir la fortaleza de Calavera con un cañón nuclear, sino que también consiguen recuperar a Blazkowicz y comienzan a atender sus heridas, pero para ello, algunos de sus órganos internos le fueron retirados con el fin de facilitar su supervivencia, por recomendación de Set. Blazkowicz cae en un prolongado estado de coma a bordo de El Martillo de Eva (Submarino Nazi que fue capturado por el Círculo de Kreisau y usado como su base de operaciones por la resistencia en los eventos del juego anterior) y han transcurrido cinco meses desde ese entonces. Durante ese tiempo, a medida que Blazcowikz despertaba y volvía a caer en coma, es revelado que Anya, su amante, está embarazada de gemelos. De pronto el Martillo de Eva es atacado por las tropas Nazi al mando de la sádica y nombrada por el mismísimo führer comandante de campo, Irene Frau Engel, quien busca venganza contra Blazkowicz por haber desfigurado su rostro y haber matado a su amante Bubi en los eventos del juego anterior. Blazcowikz herido, desorientado y en discapacidad, desplazándose en una silla de ruedas, avanza por el submarino que está siendo atacado por los nazis logrando reencontrarse con Set Roth y con Anya, dirigiéndose los tres a la cubierta principal.
Sin embargo, Blazkowicz observa cómo Caroline y Wyatt / Fergus (según el personaje que el jugador eligió salvar en el título anterior) son capturados por las tropas de Engel y conducidos a su transporte aéreo, la aeronave Ausmerzer, la cual sostiene al submarino suspendido en el aire fuera del agua.  Desesperado por salvar a sus compañeros, Blazkowicz idea un plan en el cual se deja capturar y, una vez dentro, Engel golpea a Blazkowicz, Caroline y Fergus/Wyatt burlándose de ellos. Engel entonces obliga a su hija Sigrun, la cual sufre de sobrepeso y es constantemente maltratada por su madre y otros nazis, a que asesine a Caroline decapitándola con un hacha. Sin embargo, ella se niega a hacerlo. Engel se harta de ver la compasión de su hija y luego Blazkowicz presencia con impotencia como Caroline es decapitada por Engel. Luego, Engel toma la cabeza decapitada de Caroline y comienza a burlarse de los otros dos y de su hija despiadadamente. Sigrun no lo soporta más y empuja a un lado a Engel lesionando a Fergus/Wyatt, aunque ello le permite escapar y le deja a Blazkowicz usar la armadura de Caroline para permitirle desplazarse con libertad. Aunque Frau logra escapar, Blazkowicz consigue soltar el Submarino de la aeronave y huye junto con Fergus/Wyatt, Sigrun y el cuerpo sin vida de Caroline para consternación de los rebeldes, quienes quedan abatidos por su muerte.
Tras el funeral, el grupo decide llevar a cabo lo que hubiera sido el siguiente paso en el plan de Caroline para liberar al mundo de la opresión Nazi: liberar a Estados Unidos y usar a la nación como base principal para liberar al resto del mundo. El grupo toma la decisión de establecer contacto con un grupo de resistencia que Caroline contactó antes de su muerte, el cual está escondido en el Edificio Empire State en las ruinas de la Ciudad de Nueva York, la cual fue destruida por un ataque con armas nucleares por los nazis durante la Segunda Guerra Mundial en esta línea de tiempo, lo que facilitó la victoria a los Alemanes al hacer que los Estados Unidos se rindieran.
Como la armadura de Blazkowicz es a prueba de radiación, B.J. va solo y consigue llegar a lo alto del Empire State, donde conoce a una mujer afroamericana llamada Grace Walker, sobreviviente de la bomba atómica que ha quedado cicatrizada en sus brazos por la explosión, a su bebé (llamada simplemente por ella pequeña Abby) y a Norman «Super Spesh» Caldwell, un abogado convertido en fanático de las teorías de la conspiración. El edificio es atacado por nazis y Blazkowicz consigue eliminarlos a todos, logrando escapar junto con Grace y Spesh así como con un grupo de afroamericanos rebeldes dirigiéndose al submarino; mientras se dirigían allí, Blazkowicz intenta convencer a Grace para que se una a la causa de los rebeldes, pero Grace se muestra escéptica, ya que muchos grupos de resistencia que intentaron derrocar al régimen Nazi fueron rápidamente suprimidos; además, le revela a Blazkowicz que luego de que los nazis conquistaron a los Estados Unidos, el Ku Kux Klan, que simpatizaba con sus ideologías racistas y supremacistas, controlaba los estados del sur, suprimiendo con total impunidad a todas las minorías, pero B.J. lograría convencer a Grace de unirse a su lucha ya que en sus palabras, jugar con los Estados Unidos y su libertad, sería como jugar con fuego y eso se lo harían saber a los nazis, así fuera lo último que hicieran en su vida. Una vez en el submarino, Anya encara a Blazkowicz por su comportamiento frío y distante. Él le revela que está muriendo como resultado de sus heridas y que resistirá por lo menos una semana más. Ambos son interrumpidos por Grace, quien les dice a los rebeldes su plan de eliminar a los altos dirigentes de los nazis, los Oberkommando, que están reunidos en Roswell, Nuevo México cerca del sitio de excavación de un depósito de Ya'at Yichud. Blazkowicz viaja a Texas disfrazado como bombero con una carga nuclear oculta e instalada en su extintor de incendios. En el restaurante de Spesh, él es reconocido por un oficial Nazi, pero Spesh lo mata antes de que pudiera dar la alerta. Spesh lo conduce a su búnker, donde se encuentra toda su investigación, revelándose que estuvo presente en el Incidente Roswell de 1947; posteriormente guía a Blazkowicz a un túnel que lo lleva a donde se encuentra el Oberkommando, arroja la carga al reactor de la base y la acciona tras escapar del complejo. 
Tras esto, Blazkowicz decide tomar un desvío a Mesquite, su ciudad natal, donde se encuentra un recuerdo que su madre le pidió que conservara: un anillo, el cual le dijo que se lo diera a la mujer que más ama. El abusivo padre de Blazkowicz, Rip, que había oído hablar de sus acciones en Roswell y asumió que volvería a la casa de su familia, aparece y lo avergüenza, diciéndole que es una persona «sin remedio» y justificando su abuso contra Blazkowicz en su adolescencia. También le dice a Blazkowicz que permitió que los nazis se llevaran a su madre porque ella era judía. El padre de Blazkowicz revela que tiene la intención de entregarlo a los nazis ya que sus acciones terroristas dejan en vergüenza a su apellido; sin embargo, Blazkowicz lo mata primero. Desgraciadamente el Ausmerzer hace su aparición, destruyendo completamente la casa; Engel, después de haber confiado en la línea telefónica abierta de su padre para identificar la ubicación de los dos hombres, captura a Blazkowicz por segunda vez y se queda para ella el recuerdo de su madre, reduciendo a B.J., quitándole el traje potenciador que lo mantenía con vida y sedándolo para trasladarlo a Washington D. C. Súper Spesh visita a un Blazkowicz detenido bajo el disfraz de su abogado, contándole su plan para sacarlo. Sin embargo, Frau mata a Super Spesh y revela que ella había descubierto su artimaña. En su juicio, Blazkowicz imagina liberarse de sus captores y encontrar a su madre, quien lo consuela y le dice que tiene una dificultad más para soportar.
Blazkowicz es sentenciado a muerte y es decapitado en el Monumento a Lincoln, frente a millones en un evento televisado en vivo. Sin embargo, el Círculo de Kreisau recupera su cabeza y lo oxigena, conservándolo en un tanque de vidrio. Set injerta quirúrgicamente la cabeza de Blazkowicz en un cuerpo de súper soldado Nazi creado por bioingeniería, liberando a Blazkowicz de su cuerpo previamente lisiado. Aprovechando el factor sorpresa, Blazkowicz luego irrumpe en un búnker de los nazis escondido bajo Nueva York, robando un archivo que contenía información de un Gueto que sería próximamente suprimido por los nazis debido a acciones de rebelión. Así, Blazkowicz debe viajar hasta New Orleans, donde se localiza el mencionado Gueto. 
Blazkowicz viaja hasta allí para reunir a varios luchadores por la libertad bajo el mando del comunista Horton Boone; a Blazcowickz no le cuesta mucho trabajo convencer a los rebeldes, ya que quedan sorprendidos por su convicción y determinación. Pero para que los rebeldes puedan escapar, Blazkowicz debe distraer a los alemanes a bordo de un Panzerhound domesticado. Gracias a la distracción de Blazkowicz todos logran escapar del gueto y consiguen huir en el Martillo de Eva. Con esto, el Círculo de Kreisau considera oportuno robar el Ausmerzer para evitar su uso contra la revolución planificada del grupo, pero se dan cuenta de que sería casi imposible debido a un sistema de Defensa Automático llamado ODIN. El grupo planea robar los códigos para desactivar ODIN viajando a Venus, donde los códigos se guardan en una instalación Nazi. Blazkowicz asume la identidad del actor Jules Redfield y es invitado a Venus para participar en una audición de cine de propaganda dirigida por un enfermo, viejo y paranoico Adolf Hitler, de 72 años. Blazkowicz recupera los códigos ODIN y regresa a la Tierra para descifrarlos. Luego, el Círculo de Kreisau monta un asalto al Ausmerzer, donde los miembros de la resistencia logran desactivar ODIN y proceden a secuestrar sus sistemas de comando. Blazkowicz y su equipo viajan a la Tierra, donde la general Engel está en la televisión nacional. Blazkowicz aprovechando la sorpresa de Engel, la ejecuta brutalmente para vengar a Caroline y a Super Spesh y la resistencia proclama el comienzo de una revolución. En una escena poscréditos, Blazkowicz recupera su anillo del cuerpo de Engel y le propone matrimonio a Anya.

## Desarrollo

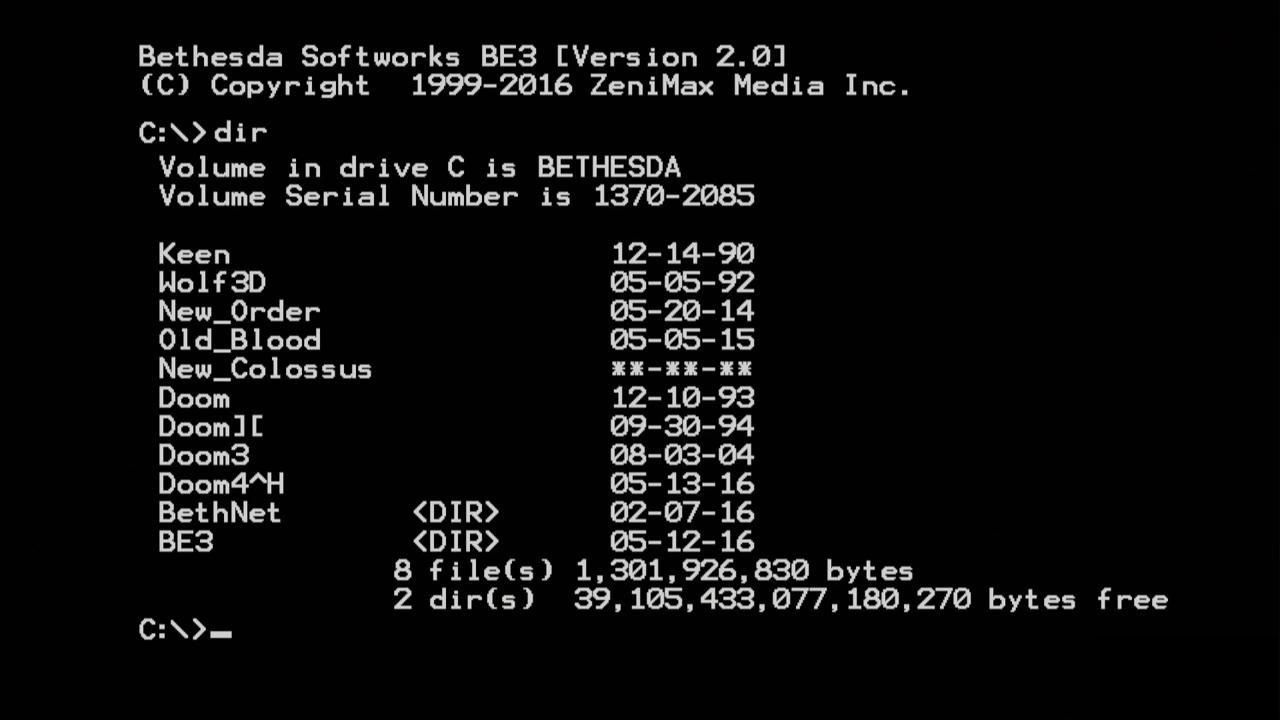
Teaser de Wolfenstein New Colossus en la conferencia de Bethesda durante E3 2016.

Wolfenstein II: The New Colossus fue presentado originalmente en la conferencia de prensa de Bethesda durante E3 2016. El juego fue anunciado oficialmente en su conferencia E3 2017 en junio de 2017. El juego fue lanzado el 27 de octubre de 2017 para Microsoft Windows, PlayStation 4 y Xbox One. Un lanzamiento de 2018 para Nintendo Switch fue anunciado durante la presentación de Nintendo Direct en septiembre de 2017. La edición del coleccionista del juego incluye una figura de acción de Blazkowicz, un steelbook y un póster.
El tema narrativo de The New Colossus es «catarsis». El director creativo Jens Matthies estaba intrigado por la yuxtaposición de Estados Unidos, que «se basó en la idea de la libertad», para estar bajo el control totalitario. El equipo de desarrollo también disfrutó explorando lugares emblemáticos de Estados Unidos y eventos de la década de 1960, como los comensales y los desfiles. El equipo intentó hacer los enemigos más grandes y más intimidantes para los jugadores. El juego cuenta con más de 100 actores, cuyas actuaciones se grabaron utilizando la tecnología de captura de movimiento; Se registraron alrededor de 40 horas de actuaciones. El equipo de desarrollo quería profundizar en el personaje del protagonista William «B.J.» Blazkowicz, para que los jugadores sientan que son él. En la apertura del juego, Blazkowicz usa una silla de ruedas; el equipo se mostró entusiasta al incluir el combate durante estas escenas, como un «testamento de la fuerza de voluntad de B.J.» El juego fue desarrollado usando id Tech 6; la tecnología y las animaciones requirieron una revisión completa de The New Order, que utilizó id Tech 5. El equipo también construyó un modelo de cuerpo completo de Blazkowicz, que se puede ver desde la perspectiva en primera persona.
Los desarrolladores declararon que no pretendían que el juego fuera un comentario sobre la política contemporánea, salvo algunas bromas. Sin embargo, los comentaristas trazaron paralelismos entre la premisa del juego y las versiones contemporáneas del aumento de los grupos de extrema derecha en los Estados Unidos, particularmente después de los eventos de la manifestación Unite the Right de agosto de 2017 en Charlottesville, Virginia. El director de marketing de Bethesda, Pete Hines, declaró que ese juego «no está escrito para ser un comentario sobre los acontecimientos actuales, porque nadie, en MachineGames o en Bethesda, podría predecir lo que sucedería». Hines declaró además que, de lo contrario, no hicieron cambios en el juego, ni planean cambiar el contenido descargable para el juego, con base en estos eventos.

### Censura en Alemania
Al igual que ocurrió con el título anterior, este juego tiene una versión especial para Alemania debido a las leyes que prohíben difundir en este país cualquier elemento asociado al Tercer Reich, al Nacional Socialismo y a la figura de Adolf Hitler quien aparece en este juego. Todas las imágenes de la esvástica nazi fueron sustituidas por un símbolo de tres puntas, así como también la palabra Mein Führer fue sustituida por Herr Kommandant así como toda referencia a los judíos. El modelado de Hitler también fue modificado en su edición alemana para eliminar su apariencia física retirando su icónico bigote.

## Recepción

### Crítica
Wolfenstein II: The New Colossus recibió críticas generalmente positivas, de acuerdo con el sitio web agregador de reseñas Metacritic.
La puntuación de Michael Goroff de 8/10 en Electronic Gaming Monthly decía que «la historia de Wolfenstein II: The New Colossus y el diseño de nivel imaginativo llevan la carga de su calidad sobre sus hombros, pero están respaldados por mecánicas de tiradores sólidos y armas realmente geniales. Si bien la experiencia en su conjunto puede ser inconsistente y, a veces, frustrante, es una experiencia que vale la pena tener. Después de todo, tienes que hacer explotar a un montón de nazis. Además, ¿mencionamos que las armas eran realmente geniales?». Jason Faulkner de Game Revolution le dio al juego una puntuación de 4 de 5 estrellas diciendo que «Wolfenstein 2: The New Colossus envuelve la sensación de una película de gran éxito en algo con lo que puedes interactuar. Hay muchos juegos que hacen eso, pero el espectáculo aquí es sobresaliente, y el juego de disparos rápido y la historia principal convincente me hicieron querer más cuando se lanzaron los créditos. Matar Nazis es una de las cosas más divertidas y saludables que una persona puede hacer, y no hay mejor manera de hacerlo con Wolfenstein 2». La puntuación de 81/100 de Samuel Roberts en PC Gamer indicó que «The New Colossus es un FPS divertido y frenético, incluso si no se siente tan fresco como lo hizo The New Order». 9,1/10 fue la puntuación de Dan Stapleton en IGN y dijo «La excelente acción de disparos en Wolfenstein: The New Colossus se combina con una historia fantásticamente escrita y actuada».